# Dawidgródek (gmina)
Dawidgródek (1919 alt. Dawid-Gródek) – dawna gmina wiejska na Polesiu, funkcjonująca pod zwierzchnictwem polskim na obszarze tzw. administracyjnego okręgu brzeskiego. Siedzibą władz gminy był Dawidgródek.
Początkowo gmina należała do powiatu mozyrskiego, który 6 listopada 1919 został włączony do administrowanego przez Zarząd Cywilny Ziem Wschodnich okręgu brzeskiego. 7 listopada 1920 gmina została przyłączona do nowo utworzonego powiatu łuninieckiego pod Zarządem Terenów Przyfrontowych i Etapowych. Na mocy rozporządzenia z 14 sierpnia 1919 o ustroju miasteczek Dawidgródek – jako miejscowość licząca ponad 4.000 mieszkańców (7.531) – został wyłączony z gminy tworząc odrębną gminę miejską.
Brak informacji o dacie zniesienia gminy Dawidgródek, lecz według Skorowidza miejscowości RP wydanego w 1924 roku jednostka o nazwie Dawidgródek już nie istnieje. Zapewne została włączona do gminy Berezów. Brak informacji o dacie zniesienia jednostki nie pozwala też ustalić czy gmina została zniesiona przed czy po utworzeniu 19 lutego 1921 województwa poleskiego, w którego skład wszedł powiat łuniniecki, ani czy weszła ona z dniem 1 stycznia 1923 roku w skład nowo utworzonego powiatu stolińskiego w tymże województwie.